# خوسيه مارتينيز (ممثل)
خوسيه مارتينيز (بالإسبانية: Pepe Sancho)‏ هو ممثل إسباني، ولد في 11 نوفمبر 1944 في إسبانيا، وتوفي في 3 مارس 2013 ببلنسية في إسبانيا بسبب سرطان. بدأ مشواره المهني سنة 1948.

## أعمال

### أفلام
- (1996) التحررية
- (2002) الحديث معها[3]

## وصلات خارجية
- خوسيه مارتينيز على موقع IMDb (الإنجليزية)
- خوسيه مارتينيز على موقع ألو سيني (الفرنسية)
- خوسيه مارتينيز على موقع أول موفي (الإنجليزية)
- خوسيه مارتينيز على موقع أول موفي (الإنجليزية)
- خوسيه مارتينيز على موقع قاعدة بيانات الأفلام السويدية (السويدية)
- خوسيه مارتينيز على موقع قاعدة بيانات الفيلم (الإنجليزية)
- خوسيه مارتينيز على موقع كينوبويسك (الروسية)